# Crni Vrh (Vranje)
Pour les articles homonymes, voir Crni Vrh.
Crni Vrh (en serbe cyrillique : Црни Врх) est un village de Serbie situé dans la municipalité urbaine de Vranjska Banja et sur le territoire de la Ville de Vranje, district de Pčinja. Au recensement de 2011, il comptait 15 habitants.

## Démographie
| 1948 | 1953 | 1961 | 1971 | 1981 | 1991 | 2002 | 2011 |
| ---- | ---- | ---- | ---- | ---- | ---- | ---- | ---- |
| 319  | 314  | 322  | 317  | 182  | 68   | 32   | 15   |

|  |